# Torskfiskar
Torskfiskarna (Gadidae) är en familj havslevande fiskar av ordningen torskartade fiskar. Familjen innefattar torsk, kolja, vitling och gråsej, det vill säga många mycket viktiga matfiskar.
Arter tidigare inkluderade i familjen har flyttats till andra familjer, och den tidigare familjen Ranicipitidae (med den enda arten paddtorsk (Raniceps raninus) räknas numera till torskfiskarna. Familjen omfattar därmed 13 släkten med 23 arter.

## Släkten och arter
- Arctogadus  Dryagin, 1932.  2 arter
  - Arctogadus borisovi  Dryagin, 1932 
  - Istorsk (Arctogadus glacialis)  (Peters, 1872)

- Boreogadus  Günther, 1862.  1 art
  - polartorsk (Boreogadus saida)  (Lepechin, 1774)

- Eleginus  Fischer, 1813.  2 arter
  - saffranstorsk (Eleginus gracilis)  (Tilesius, 1810) 
  - navagatorsk (Eleginus nawaga)  (Koelreuter, 1770)

- Gadiculus  Guichenot, 1850.  1 art  (2 underarter) 
  - silvertorsk (Gadiculus argenteus argentus)  Guichenot, 1850 
  - nordlig silvertorsk (Gadiculus argenteus thori)  Schmidt, 1914

- Gadus  Linné, 1758.  4 arter
  - stillahavstorsk (Gadus macrocephalus)  Tilesius, 1810 
  - torsk (Gadus morhua)  Linné, 1758 
  - grönlandstorsk (Gadus ogac)  Richardson, 1836 
  - Alaska pollock (Gadus chalcogrammus)  (Pallas, 1814)

- Melanogrammus  Gill, 1862.  1 art
  - kolja (Melanogrammus aeglefinus)  (Linné, 1758)

- Merlangius  Garsault, 1764.  1 art
  - vitling (Merlangius merlangus)  (Linné, 1758)

- Microgadus  Gill, 1865.  2 arter
  - kalifornisk frostfisk (Microgadus proximus)  (Girard, 1854) 
  - frostfisk (Microgadus tomcod)  (Walbaum, 1792)

- Micromesistius  Gill, 1863.  2 arter
  - sydlig blåvitling (Micromesistius australis)  Norman, 1937 
  - blåvitling (Micromesistius poutassou)  (Risso, 1827)

- Pollachius  Nilsson, 1832.  2 arter 
  - lyrtorsk (Pollachius pollachius)  (Linné, 1758) 
  - gråsej (Pollachius virens)  (Linné, 1758)

- Raniceps  Oken, 1817.  1 art
  - paddtorsk (Raniceps raninus)  (Linné, 1758)

- Trisopterus  Rafinesque, 1814.  3 arter
  - vitlinglyra (Trisopterus esmarkii)  (Nilsson, 1855) 
  - skäggtorsk (Trisopterus luscus)  (Linné, 1758) 
  - glyskolja (Trisopterus minutus)  (Linné, 1758)